# Montego Bay United FC
Montego Bay United F.C. – jamajski klub piłkarski grający obecnie w Jamaican League. Klub ma siedzibę w Montego Bay. Swoje mecze rozgrywa na stadionie Jarrett Park, który może pomieścić 4000 widzów. Od 1972 do 2011 klub nosił nazwę Seba United Football Club.
Do największych osiągnięć klubu należy:
- Dwukrotne mistrzostwo kraju, w latach 1987, 1997,
- Jednokrotne zdobycie Pucharu Jamajki, w roku 1992,
- Pierwsza runda prestiżowych rozgrywek CFU Club Championship, w 1997.